# Cosmarium microsphinctum
Cosmarium microsphinctum  là một loài Song tinh tảo trong họ Desmidiaceae, thuộc chi Cosmarium.